# Sur la terre de nos ancêtres
Sur la terre de nos ancêtres (Walking with Cavemen) est une émission de télévision documentaire britannique en quatre épisodes de 25 minutes diffusée du 27 mars au 1er avril 2003 sur la BBC. Un livre de même titre fut publié, du moins dans le monde anglophone, en accompagnement du documentaire télévisé.
Ce documentaire est le 4e de la série Sur la terre de..., et la suite de Sur la terre des monstres disparus, il traite de l'histoire de l'Homme.

## Synopsis
De l'australopithèque à l'Homo sapiens, en passant par Paranthropus boisei, Homo habilis, Homo rudolfensis, Homo ergaster, Homo erectus, Homo heidelbergensis et Homo neanderthalensis, nos ancêtres ont évolué pendant 3,5 millions d'années pour donner notre espèce.  Cette émission raconte cette histoire étonnante et mouvementée.

## Épisodes
| N° | #  | Titre | Réalisation         | Première diffusion                 |
| --- | -- | --- | ------------------- | ---------------------------------- |
| 01 | 01 | L'évolution des hominidés de l'Australopithèque à l'Homo sapiens The evolution of hominids from Australopithecus to Homo sapiens | Modèle:Richard Dale | Royaume-Uni : 27 mars 2003 sur BBC |
| -8 millions d'années - Miocène supérieur - Éthiopie -3 millions d'années - Pliocène supérieur - Éthiopie Espèces apparaissant dans l'épisode : - Australopithecus afarensis - Ancylotherium - Deinotherium - Basilosaurus - primate non identifié - des animaux de la faune actuelle sont aussi filmés : queleas, crocodile du Nil, vautour, oiseaux non identifiés, Calaos, Hareng, libellule, coléoptère et Aigle noir.                       |    | |                     |                                    |
| 02 | 02 | Frère de sang Bood brothers | Modèle:Richard Dale | Royaume-Uni : 27 mars 2003 sur BBC |
| -2 millions d'années - Pléistocène inférieur - Afrique Espèces apparaissant dans l'épisode : - Paranthropus boisei - Homo habilis - Dinofelis - Deinotherium - Ancylotherium - Homo rudolfensis - des animaux de la faune actuelle sont aussi filmés : impala, éland du Cap, vautour, oiseaux non identifier, bousiers, mouches, termites, abeilles, Lion, caméléons et serpents.                                                               |    | |                     |                                    |
| 03 | 03 | Famille sauvage Savage family | Modèle:Richard Dale | Royaume-Uni : 27 mars 2003 sur BBC |
| -1,9 million d'années - Pléistocène inférieur - Afrique du sud -900 mille ans - Pléistocène inférieur - Chine Espèces apparaissant dans l'épisode : - Homo ergaster - Homo erectus - Gigantopithecus - des animaux de la faune actuelle sont aussi filmés : gnous, carcasse d'éland du Cap, vautour, Hirondelle, éléphant de savane d'Afrique, Babouins, Girafes, Ténébrions, araignées, moineau sud-africain, larves de coléoptère et Mygales. |    | |                     |                                    |
| 04 | 04 | Les survivants The survivors | Modèle:Richard Dale | Royaume-Uni : 27 mars 2003 sur BBC |
| -500 mille ans - Pléistocène supérieur - Europe -100 mille ans - Pléistocène supérieur - Europe et Afrique Espèces apparaissant dans l'épisode : - Homo heidelbergensis - Megaloceros - Homo neanderthalensis - Mammouth laineux - Homo sapiens - des animaux de la faune actuelle sont aussi filmés : corbeaux, lièvre, lézard, serpents, Ténébrions, et un œuf d'autruche.                                                                    |    | |                     |                                    |